# Dorjpalamyn Tsolmon
Dorjpalamyn Tsolmon (nascido em 30 de agosto de 1957) é um ex-ciclista mongol que competiu no ciclismo nos Jogos Olímpicos de Verão de 1980.